# Rasso
Svatý Rasso z Andechsu (také Ratt, Rath, Ratho, Grafrath) byl bavorský hrabě, vojevůdce a poutník. Byl prohlášen za svatého a je považován za jednoho z předků hrabat z Andechsu a hrabat z Dießenu.

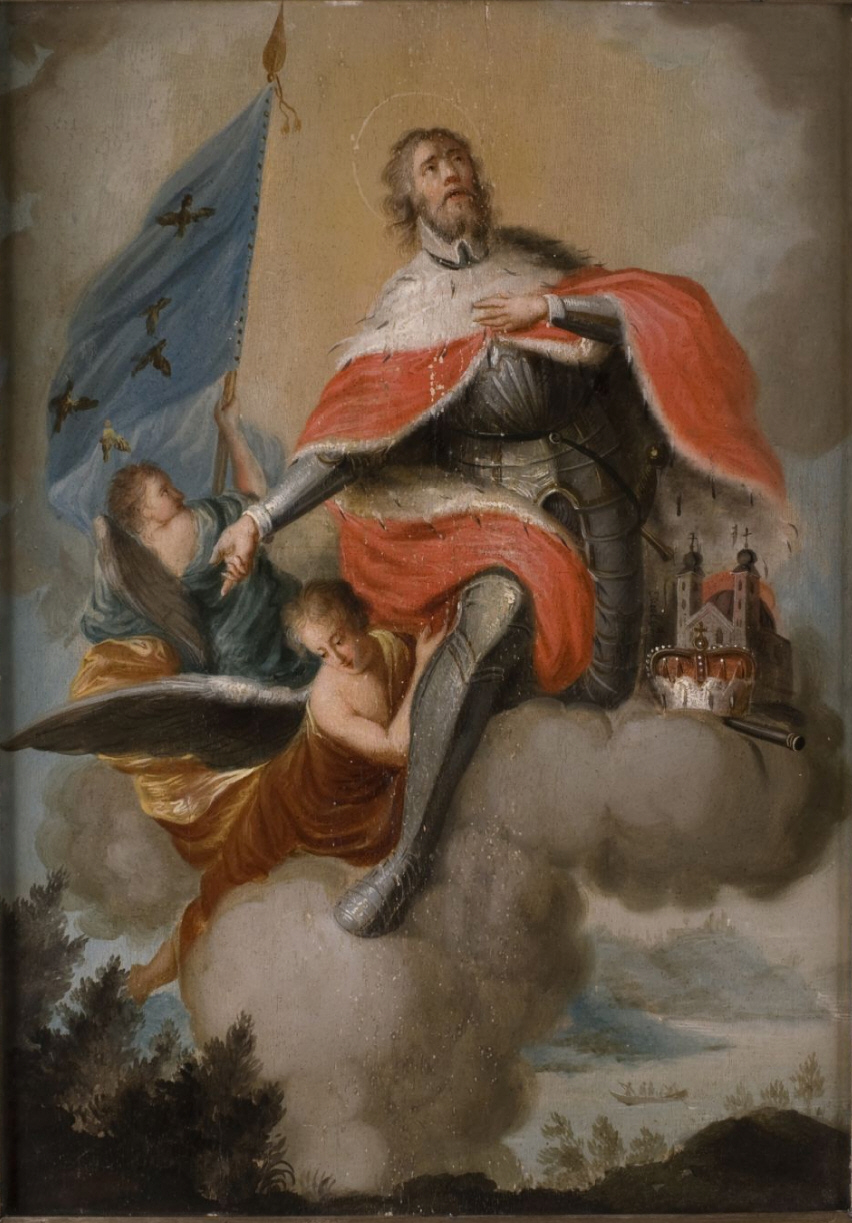
Obraz

## Životopis

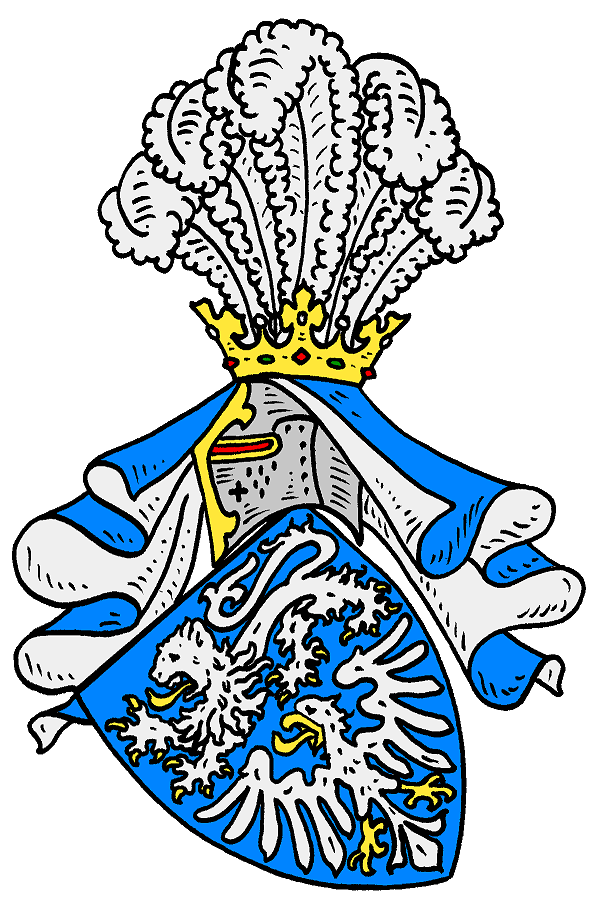
Erb hrabat z Andechsu

Rasso žil přibližně v letech 900–954. Byl hrabětem z Dießen-Andechsu v Bavorsku mezi řekou Amper a jezery Ammersee a Starnberger See, jihozápadně od Mnichova. Vedl Bavory proti uherským nájezdníkům po roce 950. V pozdějším věku putoval do Svaté země a Říma. Po návratu založil kolem roku 954 klášter ve Wörthu, který byl po něm později pojmenován Grafrath. Klášter byl později přemístěn do Dießenu, ostatky byly přeneseny do Andechsu, hrob zůstal ve Wörthu. 

## Zvláštnost
Rasso byl velmi vysoký muž. Když byly roku 1468 zkoumány jeho ostatky, bylo zjištěno, že byl vysoký kolem 2 metrů. Dříve se předpokládalo, že byl dokonce vyšší, protože délka jeho hrobu byla přibližně 2,5 metru.